# Thapsoni Anthymus János

Thapsoni Anthymus János alnádornak a címere

Thapsoni Anthymus János (fl. 1368–1423), a Magyar Királyság alnádora 1408 és 1419 között, 1397-ben Szlavónia vice-bánja és körös vármegyei ispán, földbirtokos volt.

## Élete
Ősrégi nemesi családban született, amely a Somogy vármegyei Tapsony nevű földbirtok után használta a nemesi előnevét. Apja thapsoni Anthymus (fl. 1344–1391) mester, királyi udvari lovag, földbirtokos, aki 1361-ben Sopron vármegye ispánja is volt. Anyja Jusztina asszony, aki Szécsényi Tamás országbírónak környezetében élő kedves rokonát (nobili puella Justina nuncupata, fiedli domicella et proxima sua karissima). Thapsoni Anthymus János fivére Thapsoni Anthymus György (fl. 1363–1417) mester, földbirtokos, akinek a fia Thapsoni Anthymus Ozsvát (fl. 1394–1429) mester földbirtokos, Garai Miklós nádornak bírságbehajtója Borsod és Heves vármegyékben.
János mester volt Anthymus fiatalabb fia, a család legmagasabb rangra jutott tagja és egyben szilárd vagyoni alapjának megteremtője. Nevével 1368-ban találkozunk először, amikor atyja a maga és fiai nevében zálogba vette a somogyi konvent terpeci birtokát. Első önálló szereplése 1388-ból ismert, amikor Eresztvényi Miklós fiaival: Pállal és Jánossal simították el vitás ügyeiket. Közéleti szereplésének kezdetétől ifjabb Garai Miklós familiárisa. Mint macsói bánnak 1389-ben segesdi alispánja, tehát a tapsonyi családi birtok közvetlen közelében levő segesdi királynéi uradalomban viselte első közfunkcióját. 1397. november 21-én Anthymus János Garai Miklósnak a szlavón vicebánja és körösi ispán. Körösi ispánsága oly gyakran változik Zágráb vármegye ispánságával, hogy ezek párhuzamosságát kell feltételezni. Vicebánságának utolsó adata 1401. május 8-ról való. Közéleti pályafutásában 1401 és 1404 között szünet következett be. Valószínűleg udvari szolgálatot teljesített, mert szerepel azok között, akik elfogadták Zsigmond, valamint Vilmos, Albert és Ernő herzegek kölcsönös örökösödési egyezményét. 1403. október 20-án Zsigmond magyar király Garai Miklós nádor közreműködésével (relációjával) megerősítette Anthymus fia: János volt szlavón vicebánnak az utód nélküli Szenyéri Lászlóval kötött örökösödési szerződését, de 1404. június 19-én már Antimus fia: János mester alnádorhoz, a királyi kunok bírájához intézi a kun kapitányok felülvizsgálatára vonatkozó parancsát.
Alnádorságát 1419. január 13-ig lehet nyomon kísérni. Alnádorsága alatt 1407-ben kapta azt a királyi kegyet, amely őt, testvérét, utódait és familiárisaikat kivette a megyei ispánok, egyházi és világi bírák joghatósága alól azzal, hogy felettük csak a különös királyi jelenlét, a nádor és az országbíró, valamint ezeknek a királyi udvarban működő helyetteseik ítélkezhetnek. Feltehető a szokásjog alapján, hogy mint alnádor a későbbiekben is a kunok bírája (albírája) volt, de az alnádorság mellett viselt egyéb tisztségére vonatkozóan csak egyetlen adatunk van 1417. május 1-ről, amikor a királyi kancelláriában mint alnádor és budai várnagy a fiai nevében is elcserélte az Esztergom vármegyei Úny birtokot a Hódos folyó mellett fekvő Somogy vármegyei Mernyéért. Katonai tevékenységéről keveset tudunk. Nápolyi László ellenében csatlakozott Garai Miklós bandériumához és meg is sebesült. 1408 őszén pedig részt vett a király boszniai hadjáratában.
Anthymus János felemelkedése alatt igyekezett több ízben Somogy vármegyei birtokok adományában részesülni. 1403 májusában János mester érdemeire való hivatkozással adományba kérte Kővágóőrsi (Batthyány) György fiainak: Lászlónak és Albertnek Bennek, Szabás, Ötvös és Atád nevű somogyi birtokait azzal az indokkal, hogy a hűtlen János esztergomi érseket támogatták. A tapsonyi birtoktól nem messze eső birtokokat Zsigmond magyar király Tapsonyi János mester volt szlavón vicebánnak, testvérének: Györgynek és György fiának: Ozsvátnak adományozta. Az adományt azonban Batthyány György özvegyének kérésére érvénytelenítette, de 1404. március 9-én Szabás, Ötvös, a két Atád és Baráti nevű birtokait ismét a Tapsonyiaknak adományozta, mert megbizonyosodott arról, hogy az özvegy és fiai a lázadókat támogatták. A birtokszerzési kísérlet végül is kudarcba fulladt. 1405. június 19-én Zsigmond a birtokokat visszaítélte a kiskorú Batthyány árváknak azzal az indokolással, hogyha anyjuk hűtlenséget követett is el, gyermekeit nem lehet megfosztani atyai örökségüktől.
János mester 1403. október 30-án jelentős birtokadományt kapott a királytól. Ropolyújvári István és János (Tamás fiai) a Nápolyi László pártjára állt és így hűtlenségbe esett; az ő Somogy vármegyei birtokait kapta meg Anthymus János mester az ugyanakkor szerzett érdemek fejében. A szigetvári uradalom szervezését és gyarapítását szolgálta az utód nélkül elhalt Pál(os)falvi Miklós fia: Imre pál(os)falvi birtokának adományba kérése 1404-ben és más pálosfalvi birtokrészek vásárlás útján történő megszerzése 1405-ben. Antimus fiát: Jánost 1409-ben a somogyi konvent zálogjogon beiktatta Vásárosfalu, Kideláza és Fábiánülése birtokokba, továbbá malomfalusi, külső és belsőhobo meg boldogasszonyfalvi részbirtokokba, valamint Pethlend-en és Vndi-n részföldekbe. János mester a szigetvári uradalom gyarapítását nagyrészt a saját nevében végezte, de volt olyan eset is, amikor a gyarapító vásárlást testvérének a fiával: Ozsváttal együtt hajtotta végre. Az ősi birtokok közös birtoklásáért és György fia: Ozsvátnak a szigetvári uradalom kialakításában feltételezett szerepét mutatja, hogy János mester és Ozsvát 1421 februárjában együtt kérték Boldogasszonyfalva, Fábiánülése és Kéthobol nevű somogyi birtokaik határának megjárását. János mester 1421. május 15 és 1423. február 25 között halt meg.

## Házassága és leszármazottjai
Anthymus János mester feleségének a vezetékneve ismeretlen. A forrásokban csak az utóneve maradt meg: Borbála (fl. 1402-1412) asszony. Házasságuk a századforduló körül lehetett, mert Borbála asszonynak 1402 márciusában még csak egy lánya van. Összesen 2 leányt, majd 3 fiút szült. Nemcsak gyermekeivel törődő anya volt, amit mutat az az adat, hogy 1412-ben familiárisaival és jobbágyaival megtámadtatta a királyi embert és a pécsi káptalan kiküldöttjét, akik a Szentpéterieket be akarták iktatni Sudalaka birtokába. Anthymus János és Borbála asszony frigyéből származott: 
- thapsoni Anthymus Margit (fl. 1402). Férje: sombereki Erdélyi Antal, földbirtokos.
- thapsoni Anthymus Klára (fl. 1435–1453). Férje: Batthyány Albert (fl. 1397–1434), földbirtokos. Batthyány Albert és Anthymus Klára unokája Batthyány I. Boldizsár (fl. 1452–1520), alországbíró, szavóniai vicebán.
- thapsoni Anthymus Miklós (fl. 1407–1452), földbirtokos.
- thapsoni Anthymus János (fl. 1417–1485), földbirtokos, akinek a lánya thapsoni Anthymus Ilona (fl. 1465–1488). Férje: enyingi Török Ambrus (fl. 1445–1491), Sopron vármegye főispánja, a Bosnyák királyság kincstartója, földbirtokos.
- thapsoni Anthymus Balázs (fl. 1417–1419).